# September (співачка)
Петра Ліннея Паула Марклунд (швед. Petra Linnea Paula Marklund, 12 вересня 1984, Стокгольм, Швеція), відома як September, — шведська співачка, композиторка, авторка пісень і музична продюсерка.

## Ранні роки
Народилася 12 вересня 1984 року в родині шведа і словенки. 
У 12 років (1996) вперше прийшла в студію звукозапису. У 17 — вже співала в рок-гурті. Закінчивши школу, Петра уклала контракт з великою шведською звукозаписною компанією. Їй завжди подобалася легка танцювальна музика, Кайлі Міноуг, деякі пісні Брітні Спірс.

## Кар'єра
У 18 років, взявши псевдонім September (місяць її народження), випустила один за іншим хіти «La la la (Never give it up)», «We can do it», «September all over». Авторами і продюсерами композицій виступило динамічне тріо в складі Йонаса фон дер Бурга, Нікласа фон дер Бурга і Ану Бхагаван.
Незвичайно сильний голос шведської співачки і енергійне звучання її пісень приємно здивували критику та знаходили аудиторію по всій Європі.
Але, попри успішність перших синглів, співачка зробила перерву і повернулася до роботи лише через два роки.

### Новий етап
З моменту повернення до музики в кар'єрі September почався новий етап. Перш за все, вона змушена була розірвати контракт із звукозаписною компанією, яка нав'язувала їй чужий творчий імідж. Зараз вона задоволена новою рекорд-компанією і може повністю присвятити себе музиці й підготовці до виступів.
Всі пісні зі свого альбому «In Orbit» Петра написала і спродюсувала сама, за підтримки своїх наставників Йонаса, Нікласа і Ану. Пісні September, як і раніше, відрізняють не тільки запальні танцювальні ритми, а й глибокий голос. Це робить її композиції хітами. 
Перший сингл з альбому, «Satellites», миттєво здобув популярність в Швеції і завоював загальне визнання. Пісню крутили всі шведські радіостанції, вона займала 4-те місце в шведському хіт-параді синглів, 2 місце в танцювальному чарті країни і 8 в топі денс-хітів Скандинавії. Крім того, «Satellites» став одним з найбільш завантажуваних треків в Інтернеті. Сама співачка називає своєю найулюбленішою в альбомі пісню "Cry for You", що розповідає про стосунки, в яких вже немає любові, і які героїня розриває.
Всі свої пісні September виконує з особливим почуттям. Під час популярного телешоу вона заспівала свої танцювальні хіти під акустичну гітару, заробивши титул співачки з фантастичним голосом.
Наступний крок у творчій кар'єрі September — вихід на світову музичну арену. Понад 50 країн, серед яких США, Франція, Німеччина, Росія, деякі африканські країни і Австралія, вже підписали контракт з менеджментом співачки. Географія її гастрольних маршрутів дуже широка  — співачка любить подорожувати і виступати для різної публіки.

## Дискографія
| Рік  | Назва                   | Позиція у Чарті | Позиція у Чарті | Позиція у Чарті | Позиція у Чарті | Позиція у Чарті | Примітки |
| Рік  | Назва                   | SWE             | FIN             | UK              | POL             | CZ              | Примітки |
| ---- | ----------------------- | --------------- | --------------- | --------------- | --------------- | --------------- | --- |
| 2000 | Teen Queen              | —               | —               | —               | —               | —               | Дебютний альбом під ім'ям Petra Marklund                                                                                      |
| 2004 | September               | 36              | —               | —               | —               | —               | Дебютний альбом під ім'ям September                                                                                           |
| 2005 | In Orbit                | 17              | 36              | —               | 10              | —               | 2-й студійний альбом під ім'ям September                                                                                      |
| 2007 | Dancing Shoes           | 12              | —               | —               | 19              | 33              | 3-й студійний альбом під ім'ям September                                                                                      |
| 2008 | September               | —               | —               | —               | —               | —               | Компіляційний альбом в Канаді, Австралії та США, що включає пісні другого й третього студійних альбомів.                      |
| 2008 | Dancing in Orbit        | —               | —               | —               | —               | —               | Компіляційний альбом в Нідерландах та Бельгії                                                                                 |
| 2009 | Cry For You — The Album | —               | —               | TBR             | —               | —               | Компіляційний альбом у Великій Британії, що включає нові версії пісень з минулих альбомів. Вийшов тільки у цифровому форматі. |
| 2011 | Love CPR                | 1               | 26              | —               | 26              | 33              | 4-й студійний альбом. Швеція: два рази платиновий                                                                             |
| 2012 | Inferno                 |                 |                 | —               | —               | —               | Альбом шведською мовою |

### Сингли
| Рік          | Назва                              | Альбом        | Позиція у Чарті | Позиція у Чарті | Позиція у Чарті | Позиція у Чарті | Позиція у Чарті | Позиція у Чарті | Позиція у Чарті | Позиція у Чарті | Позиція у Чарті | Позиція у Чарті | Позиція у Чарті | Позиція у Чарті | Позиція у Чарті | Позиція у Чарті | Позиція у Чарті | Позиція у Чарті | Позиція у Чарті | Позиція у Чарті | Позиція у Чарті | Позиція у Чарті | Позиція у Чарті | Позиція у Чарті | Позиція у Чарті | Позиція у Чарті    | Позиція у Чарті |
| Рік          | Назва                              | Альбом        | SWE             | FIN             | SPA             | UK              | U.S. Dance      | CAN             | ROM             | ISR             | RUS             | POL             | EST             | LV              | NL              | IRL             | DK              | CZ              | SVK             | BUL             | FRA             | GER             | AUT             | SUI             | AUS             | Австралія US Dance | NZ              |
| 2003         | «La La La (Never Give It Up)»      | September     | 8               | —               | —               | —               | —               | —               | 7               | —               | 4               | —               | —               | —               | —               | —               | —               | —               | —               | —               | —               | —               | —               | —               | —               | —                  | —               |
| 2003         | "We Can Do It "                    | September     | 10              | —               | —               | —               | —               | —               | 70              | —               | —               | —               | —               | —               | —               | —               | —               | —               | —               | —               | —               | —               | —               | —               | —               | —                  | —               |
| 2004         | «September All Over»               | September     | 8               | —               | —               | —               | —               | —               | 14              | —               | —               | —               | —               | —               | —               | —               | —               | —               | —               | —               | —               | —               | —               | —               | —               | —                  | —               |
| 2005         | «Satellites»                       | In Orbit      | 4               | 18              | 1               | 96              | 8               | —               | 5               | 3               | 13              | 3               | —               | —               | —               | —               | —               | —               | —               | —               | —               | —               | —               | —               | —               | —                  | —               |
| 2005         | «Looking for Love»                 | In Orbit      | 17              | —               | 15              | —               | —               | —               | 73              | 3               | 89              | 2               | —               | —               | —               | —               | —               | —               | —               | —               | —               | —               | —               | —               | —               | —                  | —               |
| 2006         | «Flowers on the Grave»             | In Orbit      | —               | —               | —               | —               | —               | —               | —               | —               | —               | —               | —               | —               | —               | —               | —               | —               | —               | —               | —               | —               | —               | —               | —               | —                  | —               |
| 2006         | «It Doesn't Matter»                | In Orbit      | —               | —               | —               | —               | —               | —               | 66              | —               | 121             | 20              | —               | —               | —               | —               | —               | —               | —               | —               | —               | —               | —               | —               | —               | —                  | —               |
| 2006         | «Cry for You»                      | In Orbit      | 6               | 13              | 30              | 5               | 1               | 33              | 10              | 7               | 7               | 5               | 2               | 9               | 4               | 8               | 10              | 1               | 6               | 14              | 6               | 11              | 7               | 6               | 14              | 2                  | 39              |
| 2007         | «Can't Get Over»                   | Dancing Shoes | 5               | 10              | 6               | 14              | 12              | —               | 28              | —               | 60              | 7               | —               | —               | 28              | 38              | —               | 2               | 6               | —               | —               | —               | —               | —               | 41              | 4                  | —               |
| 2007         | «Until I Die»                      | Dancing Shoes | 5               | 6               | 20              | —               | —               | —               | 29              | —               | —               | 6               | —               | —               | 91              | —               | —               | 30              | 25              | —               | —               | —               | —               | —               | —               | —                  | —               |
| 2008         | «Because I Love You»               | Dancing Shoes | 43              | —               | 37              | —               | —               | —               | —               | —               | —               | 43              | —               | —               | —               | —               | —               | 73              | 15              | 14              | —               | —               | —               | —               | —               | —                  | —               |
| 2009         | «Leave It All Behind»              | —             | —               | —               | —               | —               | —               | —               | —               | —               | —               | —               | —               | —               | —               | —               | —               | —               | —               | —               | —               | —               | —               | —               | —               | —                  | —               |
| 2010         | «Resuscitate Me»                   | «Love CPR»    | 45              | —               | —               | —               | —               | —               | —               | —               | —               | —               | —               | —               | —               | —               | —               | —               | —               | —               | —               | —               | —               | —               | —               | —                  | —               |
| 2011         | «Mikrofonkåt (Me & My Microphone)» | «Love CPR»    | 1               | —               | —               | —               | —               | —               | —               | —               | —               | —               | —               | —               | —               | —               | —               | —               | —               | —               | —               | —               | —               | —               | —               | —                  | —               |
| 2011         | «Party In My Head»                 | «Love CPR»    | 32              | —               | —               | —               | —               | —               | —               | —               | —               | —               | —               | —               | —               | —               | —               | —               | —               | —               | —               | —               | —               | —               | —               | —                  | —               |
| Nº1 hits     | Nº1 hits                           | Nº1 hits      | —               | —               | 1               | —               | 1               | —               | —               | —               | —               | —               | —               | —               | —               | —               | —               | 1               | —               | —               | —               | —               | —               | —               | —               | —                  | —               |
| Топ 10 Хітів | Топ 10 Хітів                       | Топ 10 Хітів  | 7               | 2               | 2               | 1               | 2               | —               | 3               | 3               | 2               | 5               | 1               | 1               | 1               | 1               | 1               | 2               | 2               | —               | 1               | —               | 1               | 1               | —               | 2                  | —               |